# 대가
대가(大加)는 고구려와 부여의 부족장을 뜻한다. 이는 곧 각 부족국가의 왕, 엄밀히 말하면 부왕(副王) 또는 번왕(藩王)에 해당하는 지위였다.

## 역할
고구려의 중심 세력은 본래 연노(涓奴)·절노(絶奴)·순노(順奴)·관노(灌奴)·계루(桂婁)의 5부족이었고, 이들의 지도자가 대가였다. 고구려 초기의 왕은 부족 연맹장으로 여겨지며, 왕은 선출에서 세습제로 변하였는데 초기는 소노부에서 동명성왕 이후는 계루부에서 세습하였다 한다.